# Kagraner Platz metróállomás
Kagraner Platz egy metróállomás Bécsben a bécsi metró U1 vonalán.

## Szomszédos állomások
A metróállomáshoz az alábbi állomások vannak a legközelebb:
- Kagran
- Rennbahnweg

## Átszállási kapcsolatok
| U1 (Oberlaa ↔ Leopoldau) |                        |                         |
| Állomás                  | Átszállási kapcsolatok | Fontosabb létesítmények |
| Kagraner Platz           | 26 22A, 24A, 31A       |                         |